# Vandløb med vandplanter
Vandløb med vandplanter er stadigvæk almindelige i Danmark. De findes, hvor vandet er klart nok til, at lyset kan nå ned til planterne. Ofte bliver væksten så kraftig, at amterne iværksætter grødeskæring for at øge gennemstrømningshastigheden i vandløbet.
Naturtypen vil, hvis der ikke skæres grøde, fremme dannelsen af mæanderslyng i vandløbet. Det vil betyde en langsommere afvanding af de tilstødende arealer med forsumpning til følge. På længere sigt vil vegetationen finde en balance mellem vækst (betinget af vandets gødningsindhold) og lysbehov.
Vandløb er en betegnelse for en naturtype i Natura 2000-netværket, med nummeret 3260.

## Plantevækst
De typiske planter på denne naturtype er:
- Bændelvandaks (Potamogeton compressus)
- Knippestar (Carex pseudocyperus)
- Mannasødgræs (Glyceria fluitans)
- Smalbladet pindsvineknop (Sparganium angustifolium)
- Storblomstret vandranunkel (Ranunculus petatus)